# Diócesis de Tombura-Yambio
La diócesis de Tombura-Yambio (en latín: Dioecesis Tomburaen(sis)-Yambioen(sis) y en inglés: Roman Catholic Diocese of Tombura-Yambio) es una circunscripción eclesiástica latina de la Iglesia católica en Sudán del Sur, sufragánea de la arquidiócesis de Yuba. Desde el 19 de abril de 2008 el obispo de la diócesis es Edward Hiiboro Kussala.

## Territorio y organización
La diócesis extiende su jurisdicción sobre los fieles católicos de rito latino residentes en el estado de Ecuatoria Occidental, con la excepción del condado de Mundri, que forma parte de la diócesis de Yei.
La sede de la diócesis se encuentra en la ciudad de Yambio, en donde se halla la de Cristo Rey. En Tombura se encuentra la concatedral de Santa María Auxiliadora.
En 2020 el territorio estaba dividido en 22 parroquias.

## Historia
La prefectura apostólica de Mupoi fue erigida el 3 de marzo de 1949 con la bula Quo Christi Domini del papa Pío XII, separando territorio de los vicariatos apostólicos de Bahr el-Gebel (hoy arquidiócesis de Yuba) y Bahr el-Ghazal (hoy diócesis de Wau).
El 3 de julio de 1955 cedió una parte de su territorio para la erección del vicariato apostólico de Rumbek (hoy diócesis de Rumbek), mediante la bula Quandoquidem arcano del papa Pío XII.
El 1 de enero de 1956 Sudán se convirtió en un estado independiente. En marzo de 1964 todos los misioneros extranjeros fueron expulsados de Sudán por el Gobierno militar del general Ibrahim Abboud y debieron trasladarse a Uganda, Zaire y África Central, permaneciendo muy pocos clérigos y catequistas locales. Tras el Acuerdo de Paz de Adís-Abeba de 1972 que puso fin a la primera guerra civil sudanesa, algunos sacerdotes pudieron regresar.
El 12 de diciembre de 1974 la prefectura apostólica fue elevada a diócesis, con el nombre de diócesis de Tombura, en virtud de la bula Cum in Sudania del papa Pablo VI.
El 21 de febrero de 1986 cambió su nombre a la diócesis de Tombura-Yambio, en virtud del decreto Summus Pontifex de la Congregación para la Evangelización de los Pueblos, tras el traslado de la catedral de Tumbura a Yambio; al mismo tiempo, la antigua catedral se convirtió en una concatedral diocesana.
Tras los acuerdos de paz que pusieron fin a la guerra civil de 1984 a 2005, Sudán del Sur declaró su independencia total de Sudán el 9 de julio de 2011.

## Episcopologio
- Domenico Ferrara, M.C.C.I. † (11 de marzo de 1949-18 de abril de 1973 renunció)
- Joseph Abangite Gasi † (12 de diciembre de 1974- 19 de abril de 2008 retirado)
- Edward Hiiboro Kussala, desde el 19 de abril de 2008

## Estadísticas
De acuerdo al Anuario Pontificio 2021 la diócesis tenía a fines de 2020 un total de 1 342 900 fieles bautizados.
| Año                                                                             | Población            | Población | Población      | Sacerdotes | Sacerdotes    | Sacerdotes    | Bautizados por sacerdote | Diáconos permanentes | Religiosos | Religiosos | Parroquias |
| Año                                                                             | Bautizados católicos | Total     | % de católicos | Total      | Clero secular | Clero regular | Bautizados por sacerdote | Diáconos permanentes | Varones    | Mujeres    | Parroquias |
| ------------------------------------------------------------------------------- | -------------------- | --------- | -------------- | ---------- | ------------- | ------------- | ------------------------ | -------------------- | ---------- | ---------- | ---------- |
| 1950                                                                            | 21 707               | 257 000   | 8.4            | 18         | 2             | 16            | 1205                     |                      | 25         | 17         | 4          |
| 1969                                                                            | 95 360               | 150 000   | 63.6           | 10         | 6             | 4             | 9536                     |                      | 6          | 13         | 3          |
| 1980                                                                            | 134 826              | 222 794   | 60.5           | 11         | 7             | 4             | 12 256                   |                      | 7          | 9          | 9          |
| 1990                                                                            | 217 185              | 477 538   | 45.5           | 17         | 10            | 7             | 12 775                   |                      | 9          | 33         | 12         |
| 1999                                                                            | 214 231              | 454 347   | 47.2           | 17         | 13            | 4             | 12 601                   |                      | 9          | 20         | 12         |
| 2000                                                                            | 236 231              | 464 347   | 50.9           | 12         | 12            |               | 19 685                   |                      | 5          | 21         | 12         |
| 2001                                                                            | 241 000              | 474 000   | 50.8           | 13         | 13            |               | 18 538                   |                      | 5          | 24         | 12         |
| 2003                                                                            | 507 000              | 522 000   | 97.1           | 20         | 20            |               | 25 350                   |                      | 2          | 12         | 12         |
| 2004                                                                            | 310 000              | 643 000   | 48.2           | 25         | 24            | 1             | 12 400                   |                      | 5          | 29         | 13         |
| 2008                                                                            | 995 000              | 1 569 000 | 63.4           | 32         | 31            | 1             | 31 093                   |                      | 6          | 31         | 12         |
| 2014                                                                            | 1 072 000            | 1 691 000 | 63.4           | 32         | 31            | 1             | 33 500                   |                      | 6          | 31         | 12         |
| 2017                                                                            | 1 244 000            | 1 961 000 | 63.4           | 45         | 40            | 5             | 27 644                   |                      | 25         | 43         | 22         |
| 2020                                                                            | 1 342 900            | 2 117 450 | 63.4           | 46         | 41            | 5             | 29 193                   |                      | 25         | 43         | 22         |
| Fuente: Catholic-Hierarchy, que a su vez toma los datos del Anuario Pontificio. |                      |           |                |            |               |               |                          |                      |            |            |            |